# Moses Gerrish Farmer
Moses Gerrish Farmer (ur. 1820, zm. 1893) – amerykański wynalazca i elektrotechnik. Zbudował lokomotywę elektryczną, która w 1847 roku poprowadziła pierwszy w Ameryce pociąg elektryczny z pasażerami.
Farmer wynalazł między innymi:
- lampę żarową z drutem platynowym (1859 r.)
- baterią termoelektryczną (1865 r.)
- prądnicę samowzbudna zasilana baterią termoelektryczną (1866 r.)